# Atike Sultan
Atike Sultan  (en turco otomano:عاتکه سلطان; "generosa" o "libre") (Estambul, c. 1613 — Estambul, c. 1674), también llamada Burnaz Atike Sultan, fue hija del sultán otomano Ahmed I y una concubina desconocida. Fue hermana de Osman II, Murad IV e Ibrahim I. También era sobrina de Mustafa I.

## Vida
Se estima que el año exacto de nacimiento de Atike es 1613, aunque hasta el día de hoy algunos dicen que nació en 1614 y otros en 1616. En 1617, su padre falleció quedando huérfana y siendo exiliada al Palacio Viejo, junto a su madre y hermanas. Su tío Mustafá I ascendió al trono ese mismo año bajo la tutela de Halime Sultan, pero fue depuesto por el medio hermano de Atike Osman II, gobernando hasta su asesinato en 1622.
Después del asesinato de Osman, Mustafa volvió a obtener el trono, pero no pasó mucho tiempo ya que su madrastra Kösem conspiró con altos funcionarios del estado y lo derrocaron, poniendo así en el trono a su hermano de tan solo once años, Murad IV. Esto le permitió poder absoluto a Kösem ya que debido a la niñez de su hijo, se convirtió en la primera Regente oficial del Imperio Otomano
En 1633, durante el reinado de su hermano, Atike se casó con Musahıp Cafer Paşa, tuvieron hijos pero todos fallecieron en la infancia. Cafer murió en 1647.
En 1640, Murad falleció dejando como único sucesor a su hermano Ibrahim I. Ibrahim sería ejecutado en 1648, haciendo qué Kösem tomara e influenciara el poder gracias a su nieto menor, Mehmed IV hasta su muerte en 1651. Se sabe también que cuando Turhan Sultan llegó al palacio imperial, la valide Kösem la mandó con Atike Sultan para que fuera entrenada.
El mismo año que falleció su primer marido fue casada de inmediato con Koca Kenan Pasha, quien fallecería prontamente en 1652. Después de que él, a su vez, muriera en 1652, ella se casó con Doğancı Yusuf Pasha ese mismo año. Murió en 1670.
Todos los niños nacidos de Atike en los tres matrimonios murieron en la infancia, exepto una Şah Cihan Hanim, nacida en 1650 y falleció al rededor de 1740 y 1747, tuvo desendencia con un principe tuvo 6 principes y 4 princesas.Atike Sultan fue la madre adoptiva de Mihnea III de Valaquia, durante la estadía de él en Estambul.

## Últimos años
Atike falleció, según las fuentes, en 1674. Se encuentra enterrada en Hagia Sophia junto a Ibrahim I.

## En la cultura popular
- En la serie de televisión Muhteşem Yüzyıl Kösem el papel de Atike Sultan es interpretado por la actriz turca Ece Çeşmioğlu.